# Super Mario Sunshine
Super Mario Sunshine (スーパーマリオサンシャイン Sūpā Mario Sanshain) és un videojoc de plataformes desenvolupat per Nintendo Entertainment Analysis and Development i publicat per Nintendo per a la consola Nintendo GameCube. Va ser estrenat al Japó el 19 de juliol de 2002, a Amèrica del Nord el 26 d'agost de 2002 i a Europa el 4 d'octubre de 2002. Super Mario Sunshine fou un èxit comercial, venent 5.5 milions de còpies a partir de juny del 2006. Va ser el desè joc millor venut el 2002 als Estats Units (segons NPD Group). Degut a l'èxit comercial del joc, aquest va rebre la distinció Player’s Choice el 2003. És el segon joc en 3D de la saga Mario des del llançament de Super Mario 64 el 1996. El successor de Super Mario Sunshine és Super Mario Galaxy, que va ser llançat per a Wii el 2007.
El joc té lloc a Illa Delfino, un lloc paradisíac on Mario, Toadsworth, la Princesa Toadstool i cinc Toads es prenen unes vacances. Un malvat que suplanta a en Mario, conegut com a Shadow Mario (Mario Oscuro a la versió espanyola), destrossa l'illa pintant grafitis i, per tant, en Mario és culpat de tal desordre. Més tard, deixaran sortir a en Mario de la presó amb la condició de netejar tota l'illa, mentre protegeix a la Princesa Toadstool d'en Shadow Mario. Per aconseguir-ho, en Mario utilitzarà un aparell anomenat F.L.U.D.D (Flash Liquidizer Ultra Dousing Device), A.C.U.A.C (Aparato de Chorro Ultra-Atómico Combinado) en castellà, inventat pel Professor E. Gadd (Profesor Fesor en castellà). 

## Desenvolupament
La idea d'una seqüela de Super Mario 64 va rondar entre els desenvolupadors de Nintendo durant diversos anys. Els cancel·lats Super Mario 64 2 i Super Mario 128 van ser diverses idees prèvies de Nintendo per a una seqüela de Super Mario 64, i alguns elements de Super Mario 128 van ser utilitzats a Super Mario Galaxy. Super Mario Sunshine va ser mostrat per primera vegada en el Nintendo Space World de 2001. El joc va tornar a aparèixer posteriorment a l'E3 de 2002.
En una entrevista sobre el desenvolupament de Super Mario Sunshine amb el productor Takashi Tezuka i els directors Yoshiaki Koizumi i Kenta Usui, es va dir que el desenvolupament del joc va començar amb la idea d'incloure un dispositiu d'aigua. No obstant això, en un primer moment els desenvolupadors van pensar que el món era massa atrevit, i sortia d'allò conegut respecte a Mario. Per tant, ho van intentar amb un personatge amb aspecte d'home, però van pensar que això era massa estrany i que «si hi havia un home proper a Mario, hi ha un sentit de la incongruència». Va haver-hi deu candidats per triar el dispositiu d'aigua i el FLUDD (ACUAC, en castellà) va ser triat per la seva capacitat i instal·lació en la creació del joc,tot i que no va ser un dels favorits. Algunes idees que es tenien pensades no van ser triades per la polèmica que es va crear als Estats Units. També va haver-hi característiques de Yoshi que no es van incloure, tals com Yoshi vomitant suc de fruites per alimentar-se.
Koji Kondo i Shinobu Tanaka van compondre les melodies per Super Mario Sunshine. La banda sonora inclou diversos arreglaments de diversos temes de Mario, inclosa la música que sona en estar sota terra i la sintonia original de Super Mario Bros. Super Mario Sunshine inclou veus de diversos personatges de Nintendo. Aquest és l'únic joc de Mario que inclou veus completes en anglès durant les escenes. L'elenc de veu va consistir en Charles Martinet com Mario i Toadsworth, Jen Taylor com la Princesa Peach i Toad, Scott Burns com Bowser, i Dolores Rogers com Bowser Jr. Entre altres actors de veu estava Kit Harris.

## Recepció
Super Mario Sunshine va ser un èxit de vendes, venent 5,5 milions de còpies a juny de 2006. El 2002, Super Mario Sunshine va ser el desè joc millor venut als Estats Units segons el NPD Group. Va ser rellançat en 2003 com a part de la línia Player's Choice, una selecció dels jocs millor venuts a un preu més baix.
Super Mario Sunshine va rebre generalment crítiques positives. IGN va elogiar l'addició de la motxilla d'aigua per millorar la jugabilitat, mentre GameSpy comentava sobre «els bons moviments i els entorns construïts d'una forma fantàstica». El joc va rebre una puntuació perfecta per part de Nintendo Power, qui en va destacar «els seus excel·lents gràfics, la seva excel·lent música, els seus dissenys intel·ligents, les seves divertides escenes de vídeo i els puzles enginyosos». GamePro també va donar a Super Mario Sunshine una puntuació perfecta, mentre va dir que el joc era «una obra mestra superior del disseny de videojocs, juntament amb la seva varietat infinita de joc, la creativitat i la vida». La publicació americana Game Informer va dir que el joc és, «sens dubte el millor joc de Mario fins avui». Computerandvideogames.com també va dir que el joc «és millor que Super Mario 64». El joc va obtenir la 46a posició en una llista de la Official Nintendo Magazine sobre els 100 millors jocs de Nintendo de la història.

## Galeria d'imatges

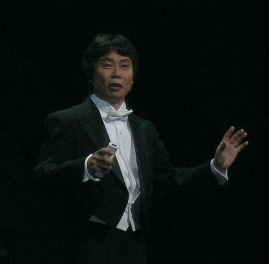
Shigeru Miyamoto, creador de Mario i productor de Super Mario Sunshine.
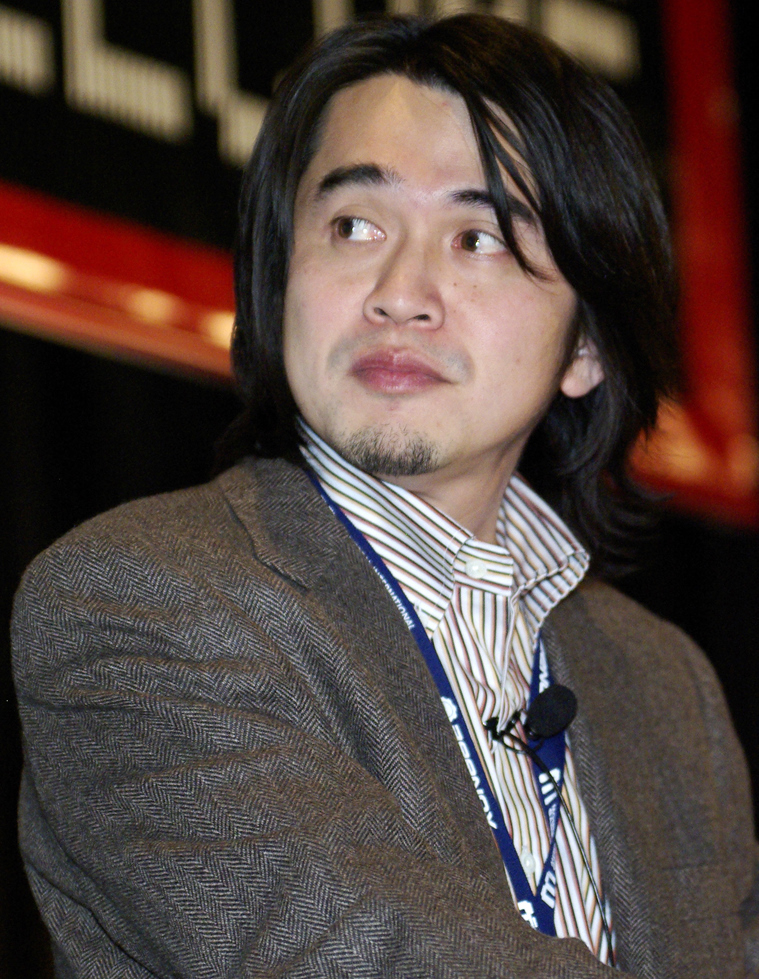
Yoshiaki Koizumi, director de Super Mario Sunshine.